# Valgeir Friðriksson
Valgeir Lunddal Friðriksson (Reykjavík, 24 de septiembre de 2001) es un futbolista islandés que juega como defensa en el Fortuna Düsseldorf de la 2. Bundesliga.

## Trayectoria
El 28 de diciembre de 2020, Valgeir firmó su primer contrato profesional con el Häcken. Valgeir debutó como profesional con el Häcken en una victoria por 2-0 en la Copa de Suecia contra el Dalkurd FF el 21 de febrero de 2021. El 30 de agosto de 2024, el Fortuna Düsseldorf anunció su fichaje y que Valgeir llevaría el dorsal número 12.

## Selección nacional
Valgeir fue internacional juvenil con Islandia y fue convocado para representar a la selección islandesa sub-21 en el Campeonato de Europa Sub-21 de la UEFA 2021.
Debutó con la selección islandesa el 4 de junio de 2021 en un amistoso contra las Islas Feroe.

## Palmarés

### Títulos nacionales
| Título      | Club            | País     | Año  |
| ----------- | --------------- | -------- | ---- |
| Úrvalsdeild | Valur Reykjavik | Islandia | 2020 |
| Allsvenskan | BK Häcken       | Suecia   | 2022 |